# Hautvillers-Ouville
Hautvillers-Ouville is een gemeente in het Franse departement Somme (regio Hauts-de-France) en telt 378 inwoners (1999). De plaats maakt deel uit van het arrondissement Abbeville.

## Geografie
De oppervlakte van Hautvillers-Ouville bedraagt 6,1 km², de bevolkingsdichtheid is 62,0 inwoners per km².
De onderstaande kaart toont de ligging van Hautvillers-Ouville met de belangrijkste infrastructuur en aangrenzende gemeenten.

## Demografie
Onderstaande figuur toont het verloop van het inwonertal (bron: INSEE-tellingen).